# Калье-є Дізіджан
Калье-є Дізіджан (перс. قلعه ديزيجان) — село в Ірані, у дегестані Кара-Кагріз, у бахші Кара-Кагріз, шагрестані Шазанд остану Марказі. За даними перепису 2006 року, його населення становило 309 осіб, що проживали у складі 78 сімей.

## Клімат
Середня річна температура становить 11,10 °C, середня максимальна – 29,32 °C, а середня мінімальна – -10,15 °C. Середня річна кількість опадів – 271 мм.
| Клімат поселення                              | Клімат поселення | Клімат поселення | Клімат поселення | Клімат поселення | Клімат поселення | Клімат поселення | Клімат поселення | Клімат поселення | Клімат поселення | Клімат поселення | Клімат поселення | Клімат поселення | Клімат поселення |
| Показник                                      | Січ.             | Лют.             | Бер.             | Квіт.            | Трав.            | Черв.            | Лип.             | Серп.            | Вер.             | Жовт.            | Лист.            | Груд.            |                  |
| Середній максимум, °C                         | 6,20             | 7,90             | 11,76            | 17,96            | 23,23            | 28,22            | 29,32            | 28,99            | 24,50            | 18,70            | 12,03            | 6,66             |                  |
| Середня температура, °C                       | −1,96            | −0,28            | 3,58             | 9,78             | 15,05            | 20,04            | 23,79            | 23,46            | 18,95            | 13,16            | 6,49             | 1,12             |                  |
| Середній мінімум, °C                          | −10,15           | −8,46            | −4,6             | 1,60             | 6,86             | 11,86            | 18,24            | 17,92            | 13,42            | 7,62             | 0,95             | −4,42            |                  |
| Норма опадів, мм                              | 41               | 40               | 49               | 35               | 27               | 4                | 1                | 1                | 0                | 8                | 26               | 39               |                  |
| Середньомісячна швидкість вітру, м/с          | 1.61             | 2.49             | 3.05             | 3.18             | 2.66             | 2.40             | 2.44             | 2.40             | 2.24             | 2.13             | 1.77             | 1.94             |                  |
| Середньомісячна сонячна радіація, кДж/м²·день | 9431             | 12593            | 15169            | 18447            | 22444            | 26902            | 25749            | 24173            | 21407            | 15929            | 11127            | 9057             |                  |
| --------------------------------------------- | ---------------- | ---------------- | ---------------- | ---------------- | ---------------- | ---------------- | ---------------- | ---------------- | ---------------- | ---------------- | ---------------- | ---------------- | ---------------- |
| Джерело:                                      |                  |                  |                  |                  |                  |                  |                  |                  |                  |                  |                  |                  |                  |